# إرفينغ بي. وينر
إرفينغ بي. وينر (بالإنجليزية: Irving B. Weiner)‏ هو عالم نفس أمريكي، ولد في 16 أغسطس 1933.